# Jang Dong-yoon
Đây là một tên người Triều Tiên, họ là Jang.
Jang Dong-yoon (sinh ngày 12 tháng 7 năm 1992) là diễn viên người Hàn Quốc. Anh được biết đến với vai chính trong các bộ phim truyền hình nổi tiếng School 2017 (2017), A Poem a Day (2018) và The Tale of Nokdu (2019).

## Đầu đời
Jang tham gia thực hiện nghĩa vụ quân sự vào tháng 5 năm 2012, khi anh 19 tuổi, và xuất ngũ vào tháng 2 năm 2014.

## Sự nghiệp

### 2015: Bắt đầu
Vào năm 2015, trong khi theo học tại Đại học Hanyang, Jang được báo chí đưa tin vì sự dũng cảm của anh. Theo nội dung đưa tin Jang đã bắt một tên cướp với vũ khí đang đe dọa một nhân viên tại một cửa hàng tiện lợi ở quận Gwanak-Seoul. Anh được công nhận và trao bằng khen từ Cơ quan cảnh sát thủ đô Seoul cho hành động dũng cảm này. Với sự nổi tiếng Anh đã nhận được nhiều lời mời đến dự casting.

### 2016–2018: Ra mắt diễn xuất
Vào năm 2016, Jang đóng bộ phim trên Naver, Women at a Game Company. Một năm sau anh nhận vai trong bộ phim tuổi teen-kỳ bí Solomon's Perjury.
Vào năm 2017, anh được chọn trong bộ phim học đường lãng mạn của đài KBS School 2017. Cùng năm, anh tham gia bộ phim If We Were a Season của KBS Drama Special.
Vào năm 2018, Jang đóng vai chính trong bộ phim truyền hình A Poem a Day của đài tvN. Cùng năm, anh đóng vai phụ trong bộ phim cổ trang Mr. Sunshine. Jang còn ra mắt với thể loại phim độc lập Beautiful Days, trong vai con trai của Lee Na-young. Vào tháng 12, Jang đóng trong bộ phim tuổi trẻ Just Dance được dựa theo tài liệu cùng tên.

### 2019–nay: Nổi tiếng

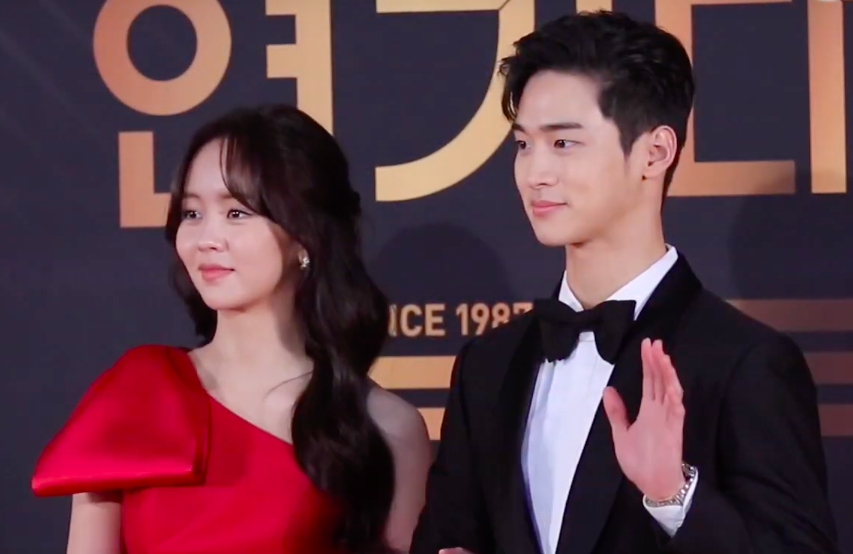
Jang và Kim So-hyun, diễn viên chính trong The Tale of Nokdu.

Vào năm 2019, Jang đóng vai chính trong bộ phim truyền hình cổ trang tình cảm hài hước The Tale of Nokdu cùng với nữ diễn viên Kim So-hyun. Jang được đón nhận và tăng sự nổi tiếng với vai diễn cải trang thành nữ giới. Cùng năm anh đã giành giải xuất sắc tại Giải KBS Drama 2019.
Vào năm 2020, Jang đã casting bộ phim Run Boy Run của đạo diễn Oh Won-jae. Anh còn đóng vai chính trong bộ phim quân sự Search.

## Điện ảnh

### Phim
| Năm  | Tên                  | Vai trò                          | Ghi chú        | Ref.                 |
| ---- | -------------------- | -------------------------------- | -------------- | -------------------- |
| 2018 | Beautiful Days       | Zhen Chen                        |                | [ 21 ]               |
| 2020 | Run Boy Run          | Do-won                           |                | [ 22 ]               |
| 2021 | Tae-il               | Jeon Tae-il (lồng tiếng)         | Phim hoạt hình | [ 23 ] [ 24 ] [ 25 ] |
| 2022 | Coda                 | Narrator                         |                | [ 26 ]               |
| 2022 | Project Wolf Hunting | Do-il                            |                | [ 27 ]               |
| 2023 | Pamir                | Se-jun                           | Phim độc lập   | [ 28 ]               |
| 2023 | Long Distance        | Do Ha                            |                | [ 29 ] [ 30 ]        |
| 2023 | Please Be My Ear     | Đạo diễn / Biên kịch / Diễn viên | Phim ngắn      | [ 31 ]               |
| 2023 | The Devils           | Cha Jin-hyuk                     |                | [ 32 ] [ 33 ]        |

### Phim truyền hình
| Năm  | Tựa phim                              | Vai trò                 | Kênh               | Chú thích     | Tham khảo |
| ---- | ------------------------------------- | ----------------------- | ------------------ | ------------- | --------- |
| 2016 | Game Development Girls                | Gom Gae-bal             | Naver TV Cast      | Web series    | [ 7 ]     |
| 2016 | Solomon's Perjury                     | Han Ji-hoon             | JTBC               |               | [ 34 ]    |
| 2017 | Green Fever                           | Seung-chan              | Naver TV Cast      | Web series    | [ 35 ]    |
| 2017 | School 2017                           | Song Dae-hwi            | KBS2               |               | [ 9 ]     |
| 2017 | If We Were a Season                   | Uhm Giseok              | KBS2               | Drama Special | [ 10 ]    |
| 2017 | Assistant Manager Park's Private Life | Julian                  | tvN                | Khách mời     | [ 36 ]    |
| 2018 | A Poem a Day                          | Shin Min-ho             | tvN                |               | [ 11 ]    |
| 2018 | Quý ngài ánh dương                    | Joon-young              | tvN                |               | [ 12 ]    |
| 2018 | Just Dance                            | Kwon Seung-chan         | KBS2               |               | [ 15 ]    |
| 2019 | Tiểu sử chàng Nokdu                   | Jeon Nok-du/Góa phụ Kim | KBS2               |               | [ 37 ]    |
| 2020 | Search                                | Yong Dong-jin           | OCN                |               | [ 20 ]    |
| 2021 | Joseon Exorcist                       | Chungnyung/Lee Do       | SBS (Hàn Quốc)     |               | [ 38 ]    |
| 2023 | Oasis                                 | Lee Doo Hak             | KBS2               |               | [ 39 ]    |
| 2023 | Daily Dose of Sunshine                | Song Yu Chan            | Netflix            |               | [ 40 ]    |
| 2023 | My Man is Cupid                       | Cheon Sang Hyuk         | Amazon Prime Video |               | [ 41 ]    |
| 2023 | Like Flowers in Sand                  | Kim Baek Doo            | ENA                |               | [ 42 ]    |

### MC
| Năm  | Chương trình                           | Kênh | Ghi chú                    | Chú thích |
| ---- | -------------------------------------- | ---- | -------------------------- | --------- |
| 2019 | KBS Entertainment Awards               | KBS2 | Jun Hyun-moo và Son Dam-bi | [ 43 ]    |
| 2020 | Korean Popular Culture And Arts Awards | SBS  |                            |           |

### Chương trình thực tế
| Năm  | Tiêu đề                     | Kênh        | Ghi chú                 | Tham khảo |
| ---- | --------------------------- | ----------- | ----------------------- | --------- |
| 2018 | Laws of The Jungle in Sabah | SBS         | Thành viên, tập 330-333 | [ 44 ]    |
| 2019 | I Miss Korea                | tvN         | Thành viên              | [ 45 ]    |
| 2019 | The Gashinas                | MBC         | Thành viên              | [ 46 ]    |
| 2019 | Radio Star                  | MC đặc biệt | Tập 649                 | [ 47 ]    |
| 2020 | Running Man                 | SBS         | Thành viên tập 546      |           |

## Giải thưởng và đề cử
| Năm  | Giải thưởng                   | Thể loại                                            | Đề cử                             | Kết quả   | Tham khảo     |
| ---- | ----------------------------- | --------------------------------------------------- | --------------------------------- | --------- | ------------- |
| 2017 | KBS Drama Awards 2017         | Diễn viên xuất sắc trong phim đặc biệt/ngắn/One Act | Drama Special If We Were a Season | Đề cử     |               |
| 2018 | KBS Drama Awards 2018         | Diễn viên xuất sắc trong phim đặc biệt/ngắn/One Act | Just Dance                        | Đoạt giải | [ 48 ]        |
| 2019 | 24th Chunsa Film Art Awards   | Diễn viên mới xuất sắc                              | Beautiful Days                    | Đề cử     |               |
| 2019 | 18th Korea First Brand Awards | Giải ngôi sao mới nổi, diễn viên                    | —                                 | Đoạt giải | [ 49 ]        |
| 2019 | KBS Drama Awards 2019         | Giải xuất sắc, nam diễn viên trong Miniseries       | The Tale of Nokdu                 | Đoạt giải | [ 18 ] [ 50 ] |
| 2019 | KBS Drama Awards 2019         | Giải diễn viên bình chọn                            | The Tale of Nokdu                 | Đề cử     | [ 18 ] [ 50 ] |
| 2019 | KBS Drama Awards 2019         | Giải cặp đôi xuất sắc với Kim So-hyun               | The Tale of Nokdu                 | Đoạt giải | [ 18 ] [ 50 ] |
| 2019 | KBS Drama Awards 2019         | Giải cặp đôi xuất sắc với Kang Tae-oh               | The Tale of Nokdu                 | Đề cử     | [ 18 ] [ 50 ] |
| 2020 | Grand Bell Awards             | Diễn viên mới xuất sắc                              | Beautiful Days                    | Đề cử     | -             |

## Liên kết
- Jang Dong-yoon trên HanCinema
- Jang Dong-yoon trên IMDb